# Fundadores de São Paulo
Fundadores de São Paulo é um monumento localizado em São Paulo e criado por Luis Morrone. Foi inaugurado em 25 de janeiro de 1963. Encontra-se em frente ao Palácio Nove de Julho, na rua Manoel da Nóbrega, mas foi inicialmente instalado próximo à Praça da Sé.
Há nove figuras representadas na obra, sendo três religiosos (Manuel da Nóbrega, José de Anchieta e Manoel de Paiva), dois exploradores portugueses (Martim Afonso de Souza e João Ramalho), três indígenas (Bartira, Tibiriçá e um menino), além de um bebê no colo de Bartira, não identificado. As figuras foram produzidas em bronze. Uma cruz, no centro, remete à religião católica. Duas placas na peça representam a primeira missa em São Paulo e na fundação de São Vicente.
A construção do monumento levou dez anos, de 1952 a 1962.

## Galeria

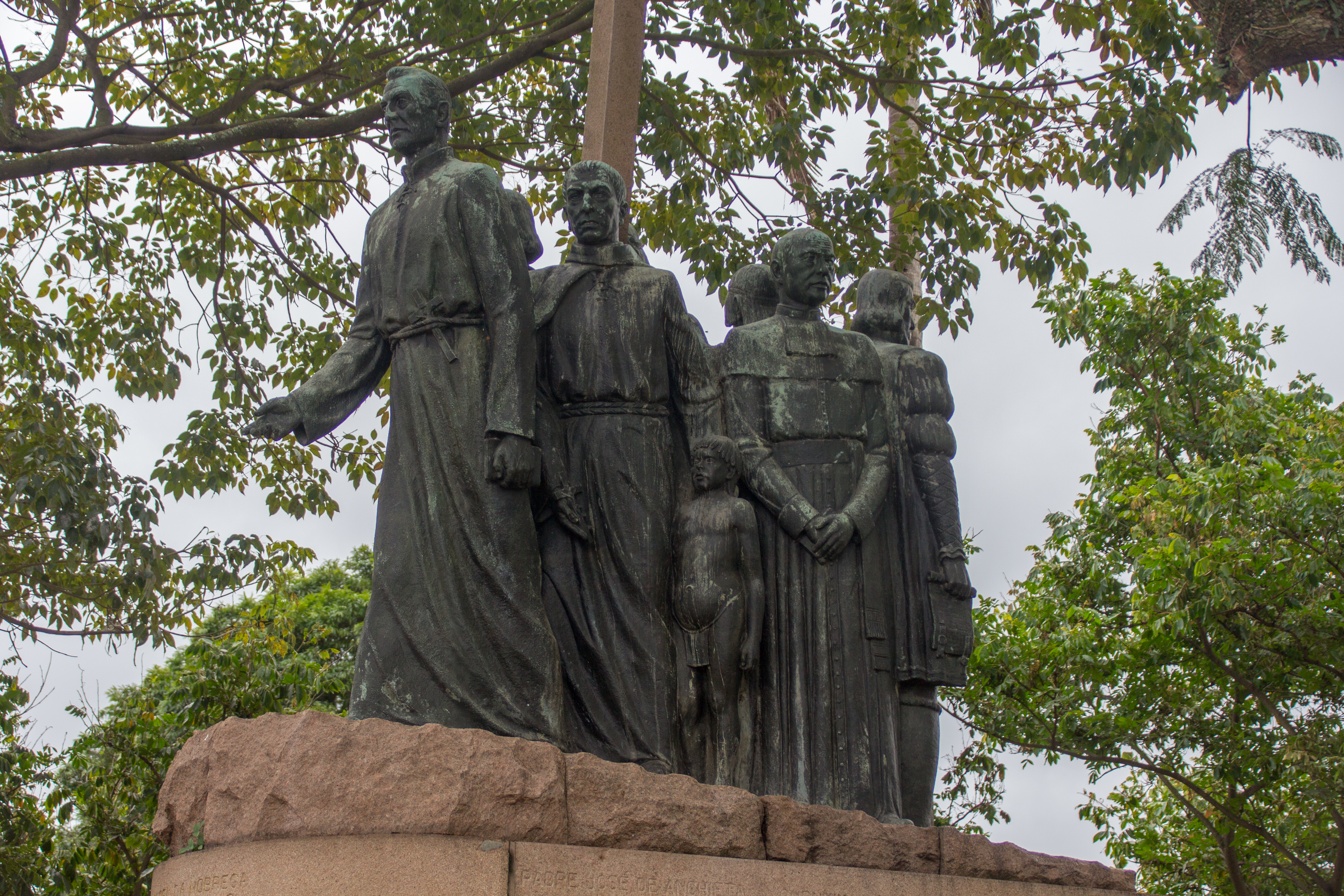
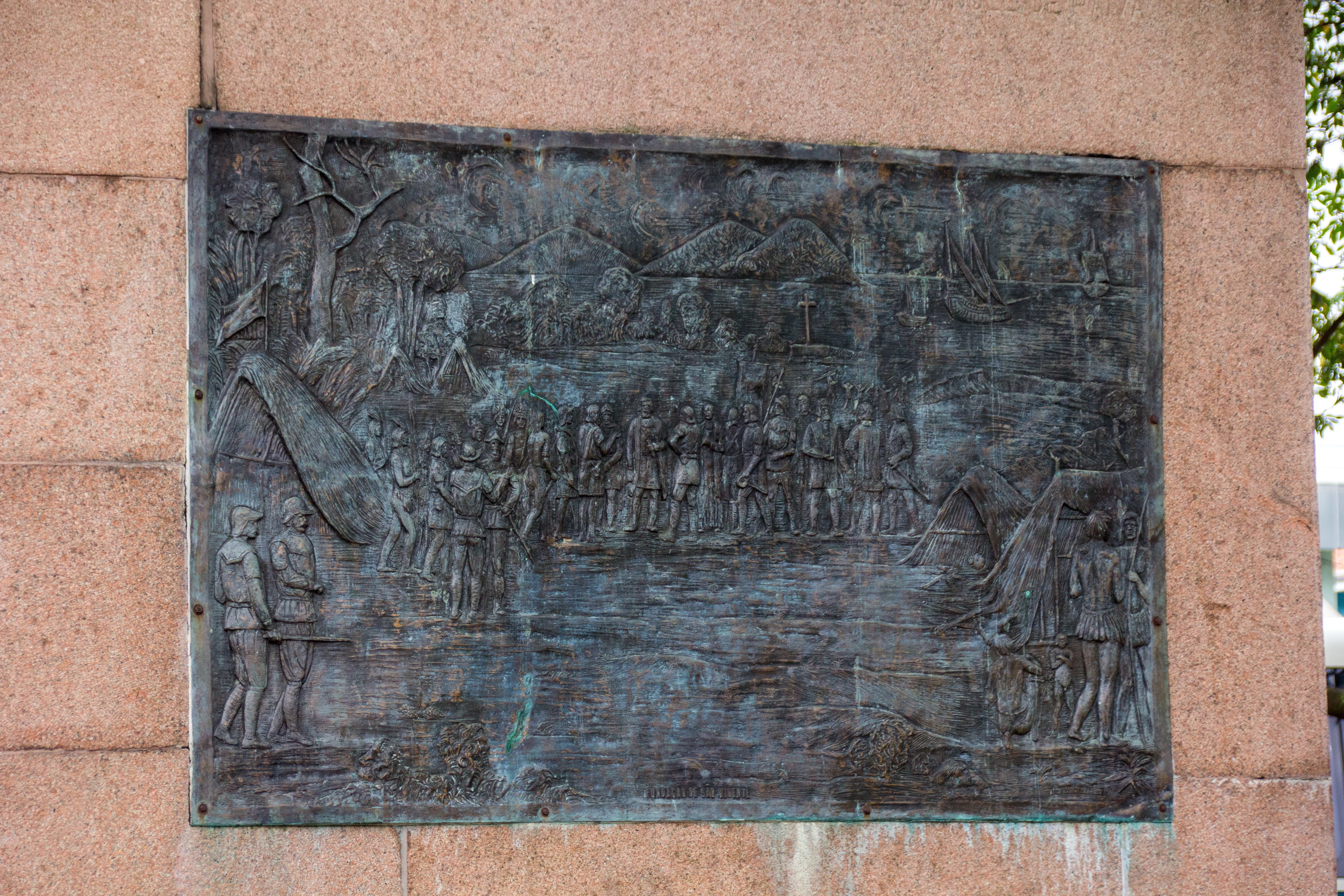
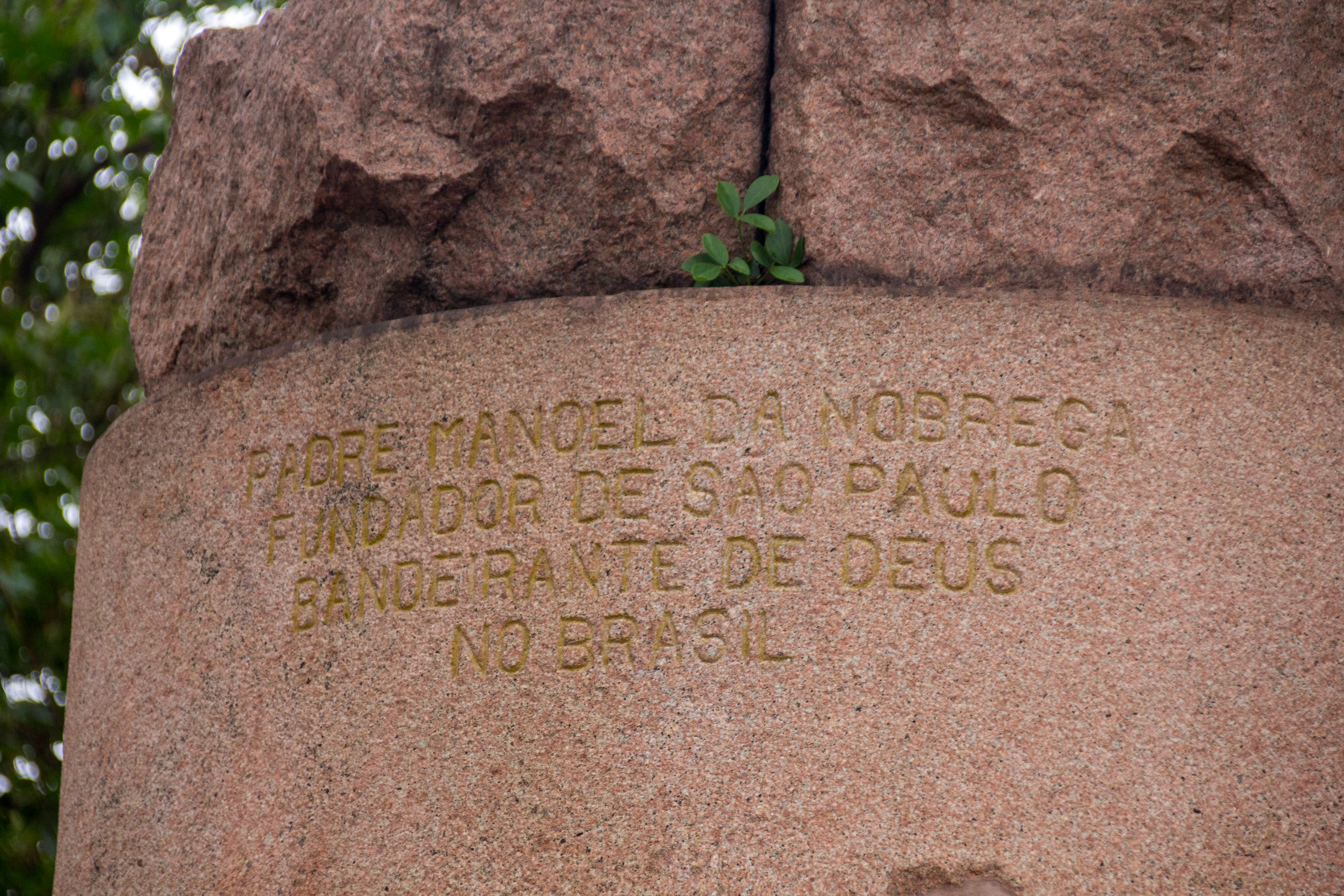
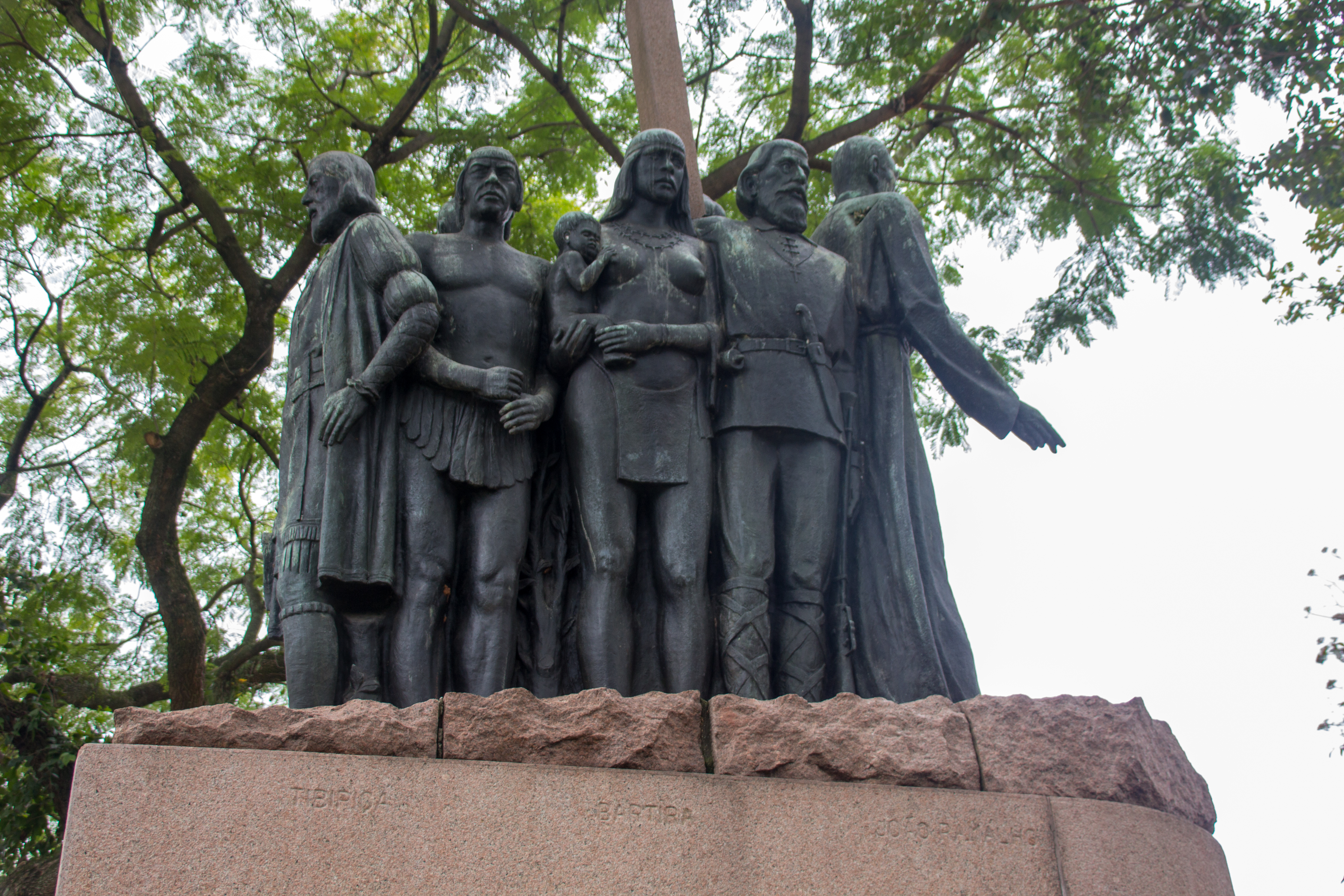
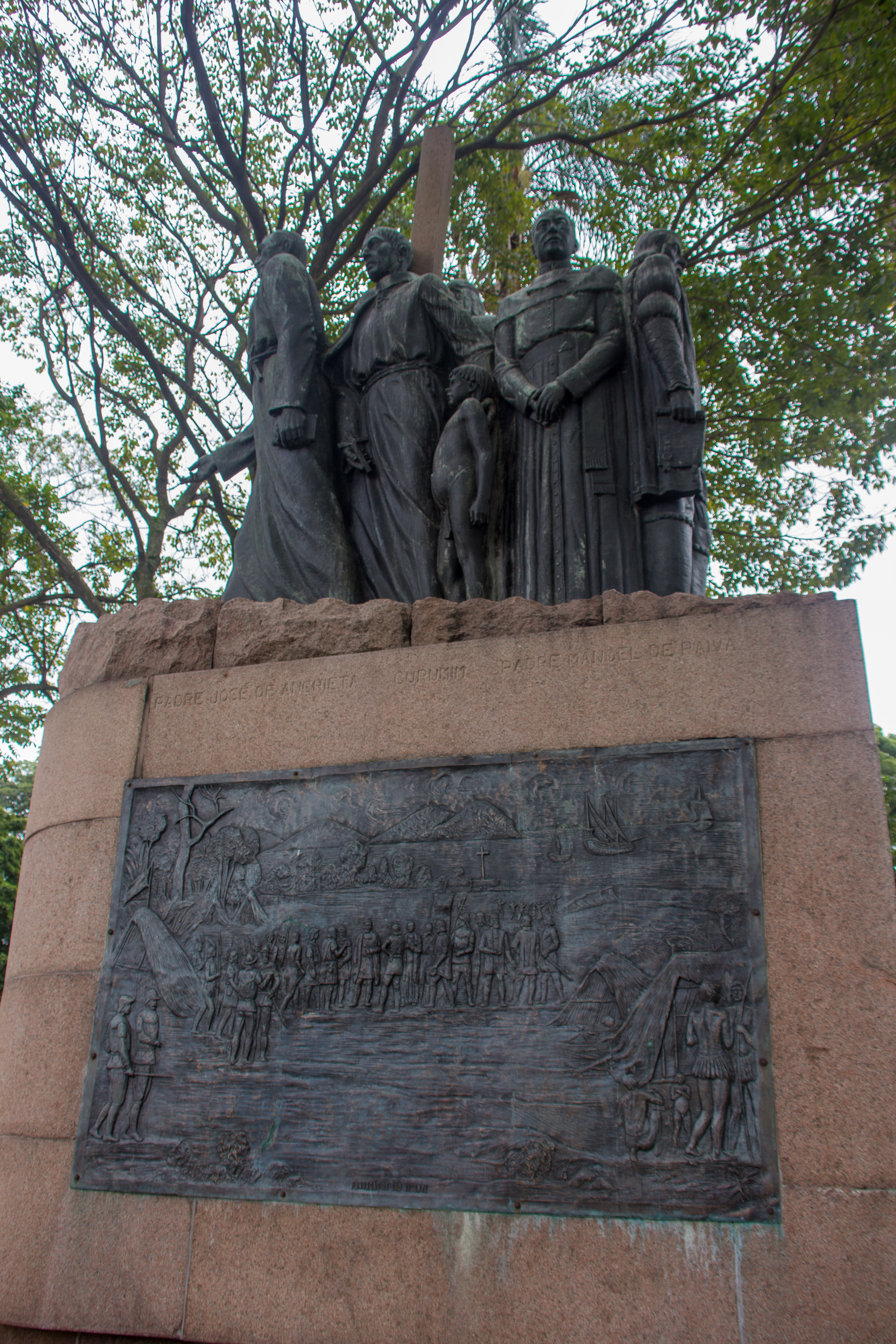
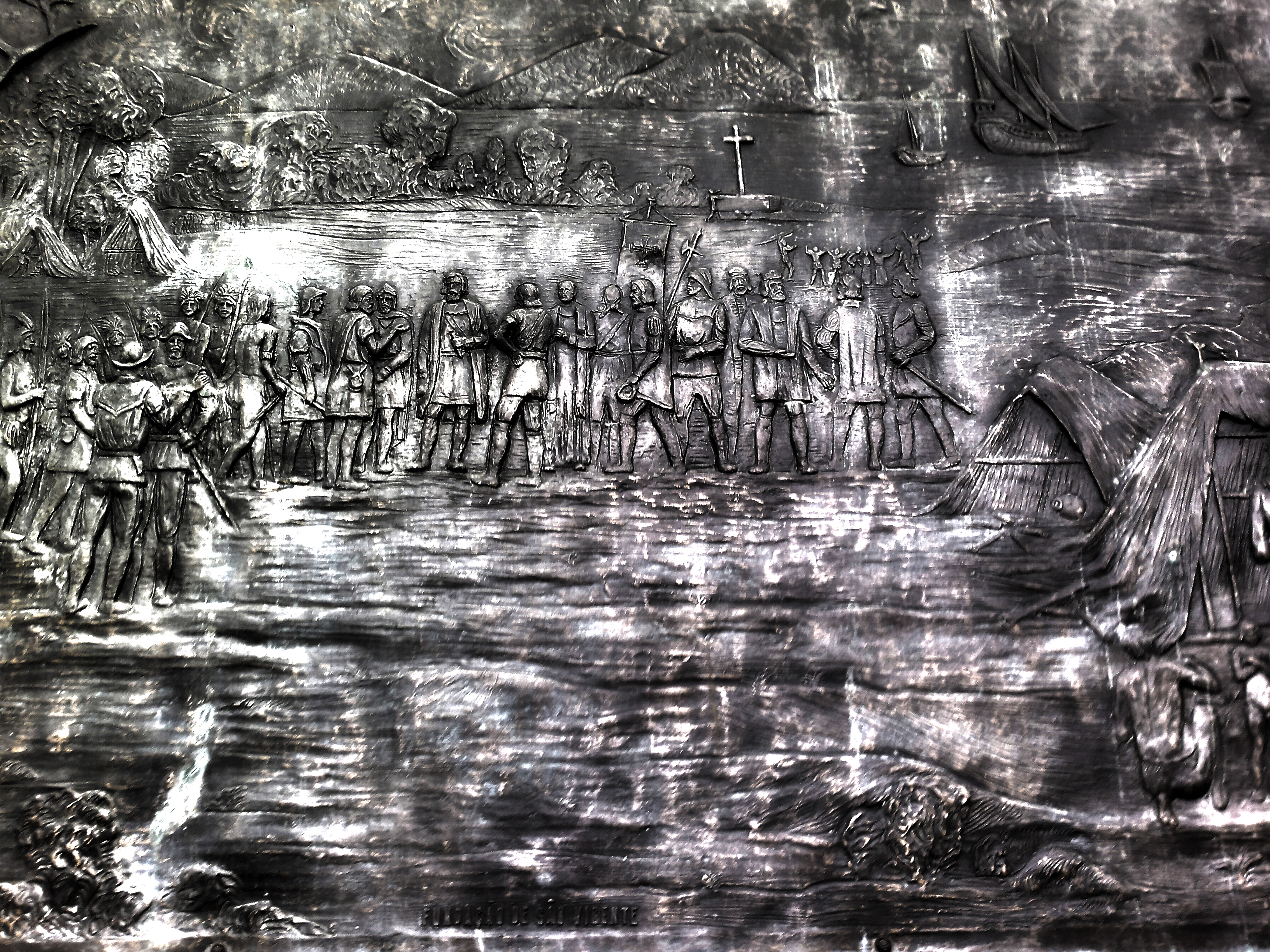
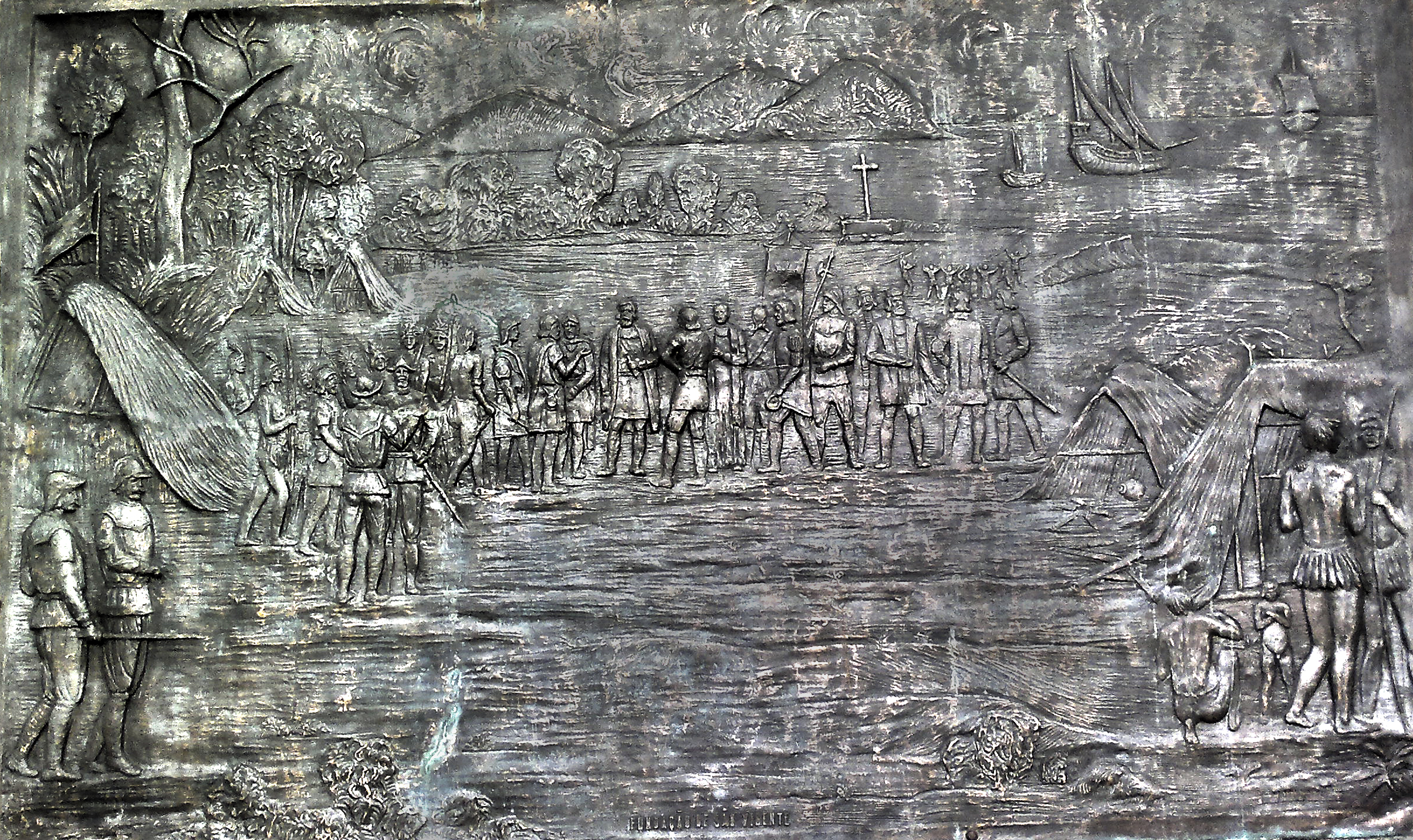